# دوريان جونز
دوريان جونز (بالإنجليزية: Dorian Jones)‏ هو لاعب اتحاد الرغبي بريطاني، ولد في 27 سبتمبر 1992 في أبرغافني ‏ في المملكة المتحدة.